# Martin M. Lintner
Martin M. Lintner OSM (* 1972 in Aldein) ist ein italienischer römisch-katholischer Theologe aus Südtirol.

## Leben
Martin Lintner wuchs auf dem elterlichen Bergbauernhof am Regglberg auf, besuchte von 1978 bis 1983 in seinem Heimatort die Volksschule und von 1983 bis 1991 die Mittelschule und das humanistische Gymnasium-Lyzeum Johanneum (Dorf Tirol) bei Meran. Nach der Matura studierte er von 1991 bis 1993 katholische Fachtheologie in Innsbruck. Nach dem Eintritt in den Servitenorden absolvierte er von 1993 bis 1995 das Vornoviziat in Rovato (Brescia) und das Noviziat in Siena. Nach Ablegung der ersten Ordensgelübde (seither Martin M[aria] Lintner) setzte er von 1995 bis 1999 das Studium der katholischen Fachtheologie in Wien fort. Er spezialisierte sich von 1999 bis 2001 in Moraltheologie in Rom (Gregoriana) und absolvierte den Grundkurs in Mariologie (Marianum). 2001 wurde er im Brixner Dom durch Bischof Wilhelm Egger zum Priester geweiht. Während seiner Zeit als Kaplan in der Servitenpfarre in Rossau (Wien) (2001–2006) schrieb er seine Dissertation in Moraltheologie an der Universität Wien. Nach der Promotion wirkte er als Kaplan in der Servitenparre St. Mariä Himmelfahrt in Gelsenkirchen-Buer, Bistum Essen, und als Dozent für Sozialethik und Moraltheologie in Rom (Marianum) (2006–2009).
2009 übernahm er in der Nachfolge des zum Bischof ernannten Moraltheologen Karl Golser den Lehrstuhl für Moraltheologie und Spirituelle Theologie an der PTH Brixen (bis 2011 als Lehrbeauftragter, seit 2011 als ordentlicher Professor). 2023 wurde Lintner vom Hochschulkollegium der PTH zum Dekan der Hochschule gewählt, doch verweigerte das vatikanische Dikasterium für die Kultur und die Bildung seine Amtseinführung mit dem Verweis auf seine Publikationen zu Fragen der Sexualmoral. Nach internationalen Protesten setzte das Dikasterium die Entscheidung aus und erteilte nach einer neuerlichen Prüfung des Falles die Zustimmung, dass Lintner mit 1. September 2024 das Amt übernimmt.
Er ist Mitglied der Internationalen Vereinigung für Moraltheologie und Sozialethik (2017–2019 1. Vorsitzender, 2019–2021 2. Vorsitzender), der Europäischen Gesellschaft für Katholische Theologie (2011–2013 Vizepräsident, 2013–2015 Präsident), von ATISM – Associazione Teologica per lo Studio della Morale, im Europa-Regional-Komitee der CTEWC – Catholic Ethicists in the World Church, des Landesethikkomitees der Autonomen Provinz Bozen, des Klinischen Ethikkreises Innsbruck, im Wissenschaftlicher Beirat des Instituts DE PACE FIDEI, im Kuratorium der Marienberger Klausurgespräche und des Editorial board von INTAMS Review. Er ist Verbindungsseelsorger der AV Austria Innsbruck und war von 2011 bis 2018 Lehrbeauftragter für Ethik (Studium generale) an der Freien Universität Bozen.
Martin Lintner ist der Neffe des Missionars Luis Lintner.

## Schriften (Auswahl)
- Jenseits der Verbote - Katholische Sexualmoral im Umbruch, Verlag Herder, Juni 2025, ISBN 978-3-451-03465-7.
- mit Francesco Comina und Christl Hauger Fink: „… weil das Leben siegen wird!“ Luis Lintner. Kämpfer – Mystiker – Märtyrer. Athesia, Bozen 2004, ISBN 88-8266-293-4.
  - mit Francesco Comina und Christl Hauger Fink: Una vita – due mondi. Luis Lintner, prete fidei donum martire (= Vita di missione). EMI, Bologna 2004, OCLC 799978491.
- Eine Ethik des Schenkens. Von einer anthropologischen zu einer theologisch-ethischen Deutung der Gabe und ihrer Aporien (= Studien der Moraltheologie. Band 35). Lit, Münster u. a. 2006, ISBN 3-8258-9762-1 (zugleich Dissertation, Wien 2006).
- Den Eros entgiften. Plädoyer für eine tragfähige Sexualmoral und Beziehungsethik. Tyrolia, Innsbruck 2011, ISBN 978-3-7022-3114-9.
  - Den Eros entgiften. Plädoyer für eine tragfähige Sexualmoral und Beziehungsethik. 2. Auflage, Tyrolia, Innsbruck 2012, ISBN 978-3-7022-3114-9.
  - La riscoperta dell’eros. Chiesa, sessualità e relazioni umane (= Etica teologica oggi. Band 58). EDB, Bologna 2015, ISBN 88-10-40618-4.
  - Gregor Lavrinec (Übersetzer): Razstrupiti Eros. Katoliška spolna morala na življenjski način. Mehka vezava, Celje/Ljubljana 2015, ISBN 978-961-278-191-0.
- Der Mensch und das liebe Vieh. Ethische Fragen im Umgang mit Tieren. Mit Beiträgen von Christoph J. Amor und Markus Moling. Tyrolia, Innsbruck 2017, ISBN 3-7022-3634-1.
  - Gregor Lavrinec (Übersetzer): Človek in ljube živali. Etična vprašanja o ravnanju z živalmi. Mehka vezava, Celje/Ljubljana 2019, ISBN 978-961-278-448-5.
  - Valentino Maraldi (Übersetzer): Etica animale. Una prospettiva cristiana (= Biblioteca di teologia contemporanea. Band 201). Queriniana, Brescia 2020, ISBN  978-88-399-3601-1.
- Von Humanae vitae bis Amoris laetitia. Die Geschichte einer umstrittenen Lehre. Tyrolia, Innsbruck 2018, ISBN 978-3-7022-3721-9.
  - Antonio Staude (Übersetzer): Cinquant’anni di Humanae vitae. Fine di un conflitto – riscoperta di un messaggio (= Giornale di teologia. Band 409). Queriniana, Brescia 2018, ISBN 978-88-399-3409-3.
- Christliche Beziehungsethik. Historische Entwicklungen – Biblische Grundlegung – Gegenwärtige Perpektiven. Herder, Freiburg i.Br. 2023, ISBN 978-3-451-39274-0.[5]